# Promised Land (1987)
Promised Land is een Amerikaanse dramafilm van Michael Hoffman uit 1987 met in de hoofdrollen onder meer Kiefer Sutherland en Meg Ryan.

## Verhaal
Davey Hancock en Danny Rivers, die samen op de middelbare school gezeten hebben, ontmoeten elkaar een paar jaar later weer in hun oude woonplaats in de staat Utah. Hancock was op school een goede basketballer, maar slaagde er niet in zijn studiebeurs te behouden en is nu politieagent. Ook met studiebol Danny is het qua opleiding niet goed gegaan. Tijdens de film trouwt hij met de nogal dominante en labiele Beverly (Bev). De climax van film wordt gevormd door de overval die Danny en Bev plegen op een winkel, waarbij Hancock zijn oude vriend doodschiet.

## Achtergrond
Het hoofdthema van de film is de frustratie van beide mannelijke hoofdpersonages over de kansen die ze gekregen hebben en hoe ze die benut hebben. De film is vooral ook bedoeld als kritiek op het economische beleid van de toenmalige president Ronald Reagan.

## Productie
Het op een waargebeurd verhaal gebaseerde Promised Land is de eerste film die gemaakt werd in opdracht van het Sundance Film Festival. De film is opgenomen in Reno (Nevada) en op diverse locaties in Utah.

## Rolverdeling
| Acteur            | Personage           | Opmerkingen      |
| ----------------- | ------------------- | ---------------- |
| Jason Gedrick     | Davey Hancock       |                  |
| Kiefer Sutherland | Danny Rivers        |                  |
| Tracy Pollan      | Mary Daley          | Davey's vriendin |
| Meg Ryan          | Beverly (Bev) Sykes | Danny's vrouw    |